# Devon Alexander
Devon Alexander (* 10. Februar 1987 in St. Louis, Missouri) ist ein US-amerikanischer Profiboxer, ehemaliger Weltmeister der WBC und IBF im Halbweltergewicht, sowie ehemaliger Weltmeister der IBF im Weltergewicht.

## Amateurkarriere
Devon Alexander ist in St. Louis geboren und aufgewachsen, wo er im Alter von sieben Jahren im Hyde Park Boxing Gym mit dem Boxsport begann. Seine beiden älteren Brüder Lamar und Vaughan waren ebenfalls Boxer. Devon gehörte in den folgenden Jahren, zu den besten Amateurboxern der Vereinigten Staaten.
Er gewann viermal in Folge die National Silver Gloves, dreimal die National Police Athletic Leagues, die National Junior Golden Gloves, die National Junior Olympics und die World Junior Olympics, sowie 2003 die US-amerikanischen U-19-Meisterschaften. 2004 wurde er US-amerikanischer Meister im Halbweltergewicht und war Mitglied der Nationalmannschaft, mit der er an mehreren Länderkämpfen teilnahm.
Bei den Olympic Trials, dem nationalen Qualifikationsturnier für die Olympischen Sommerspiele in Athen, erreichte er das Finale. Dort erkämpfte er gegen den dreifachen US-Meister Rock Allen ein Unentschieden, bei dem sich Allen schließlich umstritten nach Hilfspunkten durchsetzte. Devon wurde anschließend im Alter von 17 Jahren, Profiboxer im Halbweltergewicht. Er beendete seine Amateurkarriere mit 300 Siegen bei nur 10 Niederlagen.

## Profikarriere
Seinen ersten Profikampf gewann er am 20. Mai 2004 durch K. o. in der ersten Runde. Nach sieben weiteren Siegen gegen Aufbaugegner, gewann er am 8. Juli 2006 durch K. o. in der ersten Runde gegen Tyler Ziolkowski, den Junioren-Weltmeistertitel der WBC im Weltergewicht. Am 13. Oktober 2007 siegte er zudem durch K. o. in der ersten Runde gegen den ungeschlagenen Cory Peterson (7-0).
Nach vier weiteren K.-o.-Siegen gewann er am 19. Januar 2008 den Amerikanisch-Kontinentalen Meistertitel der WBC im Halbweltergewicht; er besiegte dabei den ehemaligen WBO-Weltmeister DeMarcus Corley einstimmig nach Punkten. Am 27. März 2008 verteidigte er seinen Titel ebenfalls einstimmig nach Punkten gegen Miguel Callist aus Panama.
Nach drei folgenden K.-o.-Siegen erhielt er am 1. August 2009 die Chance auf den vakanten Weltmeistertitel der WBC gegen Ex-Weltmeister Junior Witter. Alexander gewann den Kampf in Kalifornien vorzeitig, da Witter nach der achten Runde nicht mehr aus seiner Ecke kam. Bis dahin führte Alexander bei allen drei Punktrichtern deutlich.
Gleich in seinem nächsten Kampf am 6. März 2010 in Connecticut, gewann er in einem Titelvereinigungskampf gegen Juan Urango durch K. o. in der achten Runde, zusätzlich den Weltmeistergürtel der IBF. Am 7. August 2010 verteidigte er beide Titel durch einstimmigen Punktesieg gegen Andreas Kotelnik.
Am 29. Januar 2011 boxte er in Michigan gegen den ungeschlagenen Timothy Bradley (26-0) um den WBO-WM-Titel. Dabei verlor er jedoch äußerst umstritten aufgrund einer technischen Entscheidung in der zehnten Runde. Nach zwei Kopfstößen von Bradley in den Runden vier und zehn, die vom Ringrichter als unabsichtlich gewertet wurden, war Alexander so verletzt das der Kampf abgebrochen und die Punktezettel ausgewertet wurden, auf denen Bradley vorne lag.
Am 25. Juni 2011 gewann er nach Punkten gegen den Argentinier Lucas Matthysse (28-1). Am 25. Februar 2012 besiegte er den schlagstärksten Boxer im Halbweltergewicht, den ebenfalls aus Argentinien stammenden WBA-Weltmeister Marcos René Maidana (31-2). Dessen WBA-Titel stand nicht auf dem Spiel, da der Kampf im Weltergewicht stattfand.
Am 20. Oktober 2012 gewann Alexander in Brooklyn einstimmig nach Punkten gegen den IBF-Titelträger Randall Bailey (43-7) und wurde somit neuer Weltmeister dieses Verbandes im Weltergewicht. Im Mai 2013 gewann er zudem vorzeitig gegen den Briten Lee Purdy (20-3).
Am 7. Dezember 2013 verlor er seinen WM-Titel durch eine Punktniederlage an Shawn Porter (22-0). Im Juni 2014 besiegte er Jesús Soto Karass (28-9) einstimmig nach Punkten. Im Dezember 2014 verlor er nach Punkten gegen Amir Khan (29-3).
Im Februar 2018 erreichte er ein Unentschieden gegen Victor Ortiz (32-6) und verlor im August 2018 knapp durch Split Decision gegen Andre Berto (31-5).